# 特務J (電影)
《特務J》（又稱《特務J三部曲》）是一部2007年臺灣動作愛情電影。該片由張時霖、賴偉康、鄺盛執導，並由蔡依林、金載沅、馮德倫、吳嘉龍主演。該片由三個互無關聯的章節構成，講述特務J和她的三位男友之間發生的故事。

## 劇情
首部曲之特務的宿命
Jolin（蔡依林飾）和S（金載沅飾）這對戀人在法國巴黎遊玩，S剛向附近的路人問完路，回頭卻發現Jolin已經不見蹤影，但他在附近瘋狂尋找未果。原來Jolin早就被一個秘密組織看中，組織擄走她之後對她進行洗腦並將她訓練成一名特務，讓她今後以J的身分為組織執行任務。男友S在Jolin失蹤後的這三年裡一直留在巴黎，並成為一名專門保護證人的私人保鏢，更是為了追查在女友失蹤後不久在當地出現的和女友長相酷似的特務J。這一次J獲得的最新任務就是刺殺這名一直在追查自己的韓國籍私人保鏢，她跟蹤他來到一個天台上後像往常一樣毫無憐憫地扣動扳機，但S在臨死前對她露出的笑容讓她十分困惑，於是她帶著疑問來到S住的公寓，竟然發現了她自己的過去。
二部曲之記憶的裂痕
Jolin在英國倫敦的監獄裡被一個秘密組織看中，組織開出條件，讓她用完成一項刺殺任務來換取自由之身。Jolin這次的刺殺目標是藍鬍子，但另一邊的藍鬍子早就察覺有人要刺殺他，於是同一時間也派出自己的人抓捕Jolin。有一天Jolin在街頭發現被兩名黑衣人跟蹤，她在躲避的過程中獲得了攝影師路小東（馮德倫飾）的幫助，之後二人一見鍾情。二人戀愛期間，Jolin意外發現路小東的真實身分竟是藍鬍子委託的密探。這一晚Jolin在跟蹤藍鬍子的時候，路小東竟然出現在Jolin面前，二人相視無言，這時藍鬍子突然朝路小東的背後開槍。Jolin雖然最後成功刺殺藍鬍子，但路小東已經當場不治身亡。
三部曲之幻覺的信仰
Jolin在泰國曼谷的火車站收到秘密組織下發的最新任務，這一次她要接近一名黑幫老大並救出在執行臥底任務的Vince（吳嘉龍飾），而Vince竟是Jolin早就以為在多年之前就死於炸彈的男友。這一天Jolin化身夜店歌手並嘗試接近老大，更在包廂裡親眼看到了坐在一旁的Vince。二人身分被黑幫老大戳穿，於是雙方開始開槍火拼，而Vince則身中一槍。Jolin帶Vince回到自己的公寓並幫他取出子彈，多年不見的二人再度重燃愛火。第二天Vince支開Jolin並隻身前往刺殺黑幫老大，雖然刺殺成功但也被黑幫老大從背後開槍打中胸口。另一邊的Jolin發現自己也在被黑幫成員跟蹤，於是驅車嘗試甩掉黑幫，並通知Vince到約定的地點見面。Vince拖著中槍的身軀來到約定地點，Jolin見狀用力敲打他的身體試圖讓他甦醒但卻已經無力回天。

## 角色
- 蔡依林 飾
- 金載沅 飾 保鑣S
- 馮德倫 飾 路小東
- 吳嘉龍 飾 Vince

## 製作
電影《特務J》分為三個章節，並由蔡依林和金載沅、馮德倫、吳嘉龍分別在法國巴黎、英國倫敦、泰國曼谷耗時一個月完成拍攝，成本超過新臺幣3300萬元。

## 原聲帶
該片是搭配蔡依林2007年專輯《特務J》發行的一部電影，因此片中出現的所有歌曲均出自專輯《特務J》。另外，片中出現的配樂除了《Neron》出自英國廠牌Bruton之外，其餘所有配樂均出自英國廠牌KPM Music。
| 電影歌曲 | 電影歌曲                     | 電影歌曲                      | 電影歌曲                                   | 電影歌曲    | 電影歌曲                       | 電影歌曲 |
| 曲序     | 曲目                         |                               | 作曲                                       | 编曲        | 製作人                         | 时长     |
| -------- | ---------------------------- | ----------------------------- | ------------------------------------------ | ----------- | ------------------------------ | -------- |
| 1.       | 特務J（Agent J）             | - 李宗恩 - 嚴云農 - 梁錦興    | 黃晟峰                                     | 小安        | 阿弟仔                         | 3:35     |
| 2.       | 一個人（Alone）              | 阿管                          | 黃韻仁                                     | 黃韻仁      | 馬毓芬                         | 4:41     |
| 3.       | 怕什麼（Fear-Free）          | 鄭淑妃                        | 李偉菘                                     | Terence Teo | 李偉菘                         | 4:35     |
| 4.       | 桃花源（Ideal State）        | 黃俊郎                        | 張宴菁                                     | Martin Tang | 李偉菘                         | 3:32     |
| 5.       | 日不落（Sun Will Never Set） | 崔惟楷                        | - Alexander Bard - Anders Hansson          | 林邁可      | 林邁可                         | 3:48     |
| 6.       | 節拍器（Metronome）          | 蔡依林                        | 薛忠銘                                     | 吳慶隆      | 辛巴克                         | 4:38     |
| 7.       | 金三角（Golden Triangle）    | 陳鎮川                        | - Nik Quang - Lars Quang - RnG - Thea Hall | RnG         | - Lars Quang - Nik Quang - RnG | 3:02     |
| 8.       | 冷·暴力（Tacit Violence）    | - 陳鎮川 - Wonderful - 李宗恩 | - Nik Quang - Thea Hall - Lars Quang - RnG | RnG         | - Lars Quang - Nik Quang - RnG | 3:01     |
| 9.       | 非賣品（Priceless）          | - 陳天佑 - 瑞業 - 譚榮健      | 譚榮健                                     | 林邁可      | 林邁可                         | 4:33     |
| 总时长： | 总时长：                     | 总时长：                      | 总时长：                                   | 总时长：    | 总时长：                       | 35:25    |

| 電影配樂 | 電影配樂           | 電影配樂                                                                 | 電影配樂 |
| 曲序     | 曲目               | 词曲                                                                     | 时长     |
| -------- | ------------------ | ------------------------------------------------------------------------ | -------- |
| 1.       | Running Battle     | Lorne David Roderick Balfe                                               | 2:03     |
| 2.       | Neron              | Inon I Zur                                                               | 1:36     |
| 3.       | Men of Steel       | Rupert William Gregson Williams （ 英语 ： Rupert Gregson-Williams） Lorne David Roderick Balfe | 0:58     |
| 4.       | The Urban Machine  | Alastair John King                                                       | 3:55     |
| 5.       | Soul Saver         | Aaron Frederick Laszlo Wheeler                                           | 2:52     |
| 6.       | Fading Light       | Alistair Hawkins Paul Louis Reeves                                       | 4:24     |
| 7.       | Alien              | Mark Revell                                                              | 1:00     |
| 8.       | The Beast Is Tamed | Richard Myhill                                                           | 0:30     |
| 9.       | Race for Survival  | Tony Clarke                                                              | 1:28     |
| 10.      | Cool Killer        | Joe Henson                                                               | 1:33     |
| 11.      | Masked Diva        | Laurie James Burgess Paul Martin Pritchard Amar Lal Nagi                 | 3:17     |
| 12.      | Adiós Al Amor      | David Savcic                                                             | 3:02     |
| 13.      | Un Amor Asi        | Luis Rios                                                                | 3:42     |
| 14.      | Still Life         | Rupert William Gregson Williams Lorne David Roderick Balfe               | 1:00     |
| 15.      | Hear You Breathing | Stuart Alexander Reid                                                    | 3:28     |
| 16.      | It's Over          | Steve Baker Carmen Daye                                                  | 2:32     |
| 总时长： | 总时长：           | 总时长：                                                                 | 37:20    |

## 宣傳和發行
2007年8月27日，百代音樂發布電影《特務J》首部曲《特務的宿命》的預告片。同年9月3日，百代音樂發布電影《特務J》二部曲《記憶的裂痕》的預告片。同月4日，百代音樂發布電影《特務J》三部曲《幻覺的信仰》的預告片。同月5日，蔡依林在臺灣臺北市舉辦電影《特務J》媒體試映會。同月13日，百代音樂發布電影《特務J》12分鐘精華版。同月14日，蔡依林在臺灣臺北市舉辦電影《特務J》首映會。同月20日，蔡依林在臺灣臺北市舉辦電影《特務J》2分鐘精華版首播啟動儀式，並在臺灣58家電視台、電台和新媒體播映。同月22日，蔡依林在臺灣淡水市舉辦《特務J》特映會。
該片是搭配蔡依林2007年專輯《特務J》發行的一部電影，因此並未在實體電影院正式上映，但電影內容被完整收錄在同年9月21日發行的專輯《特務J》「影音合體華麗特定盤」中。

## 評價
Tom網影評人彌散評價：「《特務J》三部曲中包含了能夠引起萬人圍觀的噱頭：男女特務，保鑣，外國黑幫，各色老大暗殺，槍擊，鋼管舞，彩帶雜技，人體實驗，教堂，監獄，囚犯，女同性戀，飛車，毒品交易，歌舞表演，親熱戲……一部好萊塢大片一次性甚至都給不了這麽多。但是好比把歌詞脫離曲子，像詩歌那樣朗誦出來，99.9%都滑稽可笑一樣，如果將這個三部曲獨立當電影來看，讓人難以恭維。膠片全都用在上述看點和煽情上，人物特寫和內心獨白過於泛濫，而必要的性情塑造及情節敘述卻只是說明書式一筆帶過。音樂與電影的裂痕還是很明顯的，專輯歌曲風格多元，蔡依林的角色隨之各異，電影急於要統一它們，卻缺乏過渡，讓特務J顯得格外分裂。而如果把專輯歌曲作為電影配樂也過於喧賓奪主，在一些時候，一段襯托氛圍的弦樂、電子樂或者音效，要比蔡依林自己唱更加恰當。」

## 各国的内容审查
電影《特務J》被新加坡電影分級制度列為M18級（成熟級），主要是因爲該片的「二部曲之記憶的裂痕」中出現了3秒的女女同性接吻的鏡頭。百代音樂新加坡中文部經理陳相雲表示：「新加坡是可以播出的，除非我們允許刪剪部分鏡頭，但每個鏡頭都能帶動劇情，就像是《色，戒》被剪得太乾淨就變得很沒意思。」
因「特務」二字屬於敏感字眼，加上電影內容涉及色情，因此該片被中國大陸禁止公開播映。
泰國以「保護本土文化，抵禦太過炙手可熱的外來文化」為由限制播映境外影片，因此該片無法在泰國公開播映。

### 分級
| 國家/地區 | 分級   |
| 香港      | IIA級  |
| 馬來西亞  | 18     |
| 台灣      | 辅15级 |
| 新加坡    | M18    |
| 日本      | G      |
| 韩国      | 12     |

## 幕後人員
首部曲之特務的宿命
- 張時霖－導演、編劇、文案
- 何孟洪－製片
- 張智發－執行製片、Bolex（英语：Bolex）攝影
- 王贊欽－攝影指導
- 郭志達－藝術指導
- 陳榮煌－剪輯
- Digital Vision－後期製作
- 施名黛－文案
- 劉濬濠－執行製片（臺北）
- 王閔可－執行美術
- 張雅婷－場景裝置
- 郭芷汝－美術助理
- 林乃今－美術助理
- 賴勇元－場務
- 吳明吉－場務
- 張正林－第一攝影助理
- 陳煜杰－第二攝影助理
- 周毅銓－第三攝影助理
- 游蕙萍－選角
- 鴻臣片廠－器材協力
- 有翼氏電影事業有限公司－器材協力
- 小伍工作室－水電工程
- 炫耀影像輸出－海報輸出
- 黃莉莉－英文對白翻譯
- 王寀蓉－韓文翻譯
- 連苔嵐－巴黎統籌
- Ramses Del Cura－巴黎場務與交通
- Alan Guichaoua－巴黎場務與交通
- Hsieh Chih-ling－巴黎場務與交通
- Ling-yin Malow－巴黎場務與交通
- Olivier Morvan－巴黎場務與交通
- Sidonie Moulart－巴黎場務與交通
- Sébastien Teot－巴黎場務與交通
- Philippe Xu－巴黎場務與交通
- TSF－攝影燈光器材
- LTC－底片沖印
- Maratier－槍枝道具

二部曲之記憶的裂痕
- 賴偉康－導演
- 陳映蓉－編劇
- 謝欣怡－副導
- 游紹祥－副導
- 金鑫－攝影師
- 劉于豪－攝影助理
- 王漢聲－製片（英國）
- 林欣宏－製片（臺灣）
- Mimi－美術（英國）
- 林仲賢－美術（臺灣）
- 陳子隆－美術（臺灣）
- 梁文台－燈光師（英國）
- 馬銘財－燈光師（臺灣）
- Torquil Boyd－製片（英國）
- Amy Robjant-Boyd－製片助理（英國）
- Joe Tang－製片助理（英國）
- Christine Williams－司機（英國）
- Simon Hotchkin－司機（英國）

三部曲之幻覺的信仰
- 鄺盛－導演
- Piti Ananruengwit－副導演
- Thanadol Nonsutthi－副導演
- 黃昱翔－助理導演
- 楊岳翰－助理導演
- Tiwa Moeithaisong－攝影師
- Rujiraporn Hanchaina－製片
- 黃緯豪－製片
- Parames Chankrasae－燈光師
- Duangjai Samakrattakij－場記
- 陳子隆－美術指導
- Warakorn Phunsawat－美術
- Kamonwan Poonmas－執行
- Rachot Kruaprayong－勘景
- Pamin Theerasup－打版
- Cinerent Thailand－攝影及燈光器材
- The Rig－場物器材
- Lenk Effect－特效
- Kodak Thailand－底片
- Kantana Animation（英语：Kantana Group）－沖片
- 姜志欣－剪接
- 傳翼數位影像－視覺效果
- 傳翼數位錄音－錄音
- 香港商百代著作權代理股份有限公司台灣分公司－版權音樂提供

## 外部連結
- bilibili上的《特務J》（電影幕後花絮）
- 互联网电影数据库（IMDb）上《特務J》的资料（英文）